# Mihály Ács
Dans le nom hongrois Ács Mihály, le nom de famille précède le prénom, mais cet article utilise l’ordre habituel en français Mihály Ács, où le prénom précède le nom.
Mihály Ács, Aács ou Aachs ([ˈmihaːj], [aːt͡ʃ ]) est un théologien évangélique hongrois, né à Győrszentmárton (aujourd'hui Pannonhalma) le 9 juillet 1631 et mort à Nemescsó le 23 décembre 1708.

## Biographie
Il étudie à Wittemberg et à Tübingen. Il est pasteur à Kőszeg, à Devecser, puis à Nemescsó près de Kőszeg, et est entre-temps doyen (főesperes) du diocèse de Kemenesalja (région de Celldömölk) jusqu'à sa mort.

## Œuvres
- (la) Fontes Calvinismi obstructi sive principale falsum religionis Calvinisticae, Tübingen, 1669.
- (hu) Zengedező mennyei kar, Lőcse, 1696.
- (hu) Arany láncz, Lőcse, 1696.
- (hu) Boldog halál szekere, melyet az üdvösséges halált kivánó emberek kedvéért, maga az úr Jézus elkészített, Strasbourg, 1702[1].